# Meridià 103 a l'oest
El meridià 103 a l'oest de Greenwich és una línia de longitud que s'estén des del pol Nord travessant l'oceà Àrtic, Amèrica del Nord, el Golf de Mèxic, l'oceà Pacífic, l'oceà Antàrtic, i l'Antàrtida fins al pol Sud.
El meridià 103 a l'oest forma un cercle màxim amb el meridià 77 a l'est. Com tots els altres meridians, la seva longitud correspon a una semicircumferència terrestre, uns 20.003,932 km. Al nivell de l'Equador, és a una distància del meridià de Greenwich de 11.466 km.

## De Pol a Pol
Començant en el pol Nord i dirigint-se cap al pol Sud, aquest meridià travessa:
| Coordenades                               | País, territori o mar | Notes |
| ----------------------------------------- | --------------------- | --- |
| 90° 0′ N, 103° 0′ O / 90.000°N,103.000°O  | Oceà Àrtic            | |
| 79° 15′ N, 103° 0′ O / 79.250°N,103.000°O | Canadà                | Nunavut - illa d'Ellef Ringnes i illa Thor |
| 78° 9′ N, 103° 0′ O / 78.150°N,103.000°O  | Estret de Maclean     | |
| 77° 40′ N, 103° 0′ O / 77.667°N,103.000°O | Cos d'aigua sense nom | |
| 76° 27′ N, 103° 0′ O / 76.450°N,103.000°O | Canadà                | Nunavut - illa Cameron, illa de Vanier, illa Massey i illa Alexander |
| 75° 33′ N, 103° 0′ O / 75.550°N,103.000°O | Canal d'Austin        | |
| 75° 25′ N, 103° 0′ O / 75.417°N,103.000°O | Canal de Parry        | Canal del Vescomte Melville |
| 73° 10′ N, 103° 0′ O / 73.167°N,103.000°O | Estret de M'Clintock  | Passa a l'oest de l'Illa del Príncep de Gal·les, Nunavut, Canadà (a 72° 46′ N, 102° 44′ O / 72.767°N,102.733°O) |
| 70° 41′ N, 103° 0′ O / 70.683°N,103.000°O | Canadà                | Nunavut - illa Victòria |
| 68° 48′ N, 103° 0′ O / 68.800°N,103.000°O | Golf de la Reina Maud | |
| 67° 54′ N, 103° 0′ O / 67.900°N,103.000°O | Canadà                | Nunavut Territoris del Nord-oest - des de 64° 19′ N, 103° 0′ O / 64.317°N,103.000°O Saskatchewan - des de 60° 0′ N, 103° 0′ O / 60.000°N,103.000°O |
| 49° 0′ N, 103° 0′ O / 49.000°N,103.000°O  | Estats Units          | Dakota del Nord Dakota del Sud - des de 45° 47′ N, 103° 0′ O / 45.783°N,103.000°O Nebraska - des de 43° 0′ N, 103° 0′ O / 43.000°N,103.000°O Colorado - des de 41° 0′ N, 103° 0′ O / 41.000°N,103.000°O Frontera Nou Mèxic / Oklahoma - des de 37° 0′ N, 103° 0′ O / 37.000°N,103.000°O Texas - des de 36° 30′ N, 103° 0′ O / 36.500°N,103.000°O                                         |
| 29° 9′ N, 103° 0′ O / 29.150°N,103.000°O  | Mèxic                 | Coahuila Estat de Durango - des de 24° 47′ N, 103° 0′ O / 24.783°N,103.000°O Zacatecas - des de 24° 26′ N, 103° 0′ O / 24.433°N,103.000°O Jalisco - des de 21° 17′ N, 103° 0′ O / 21.283°N,103.000°O Michoacán - des de 20° 11′ N, 103° 0′ O / 20.183°N,103.000°O Jalisco - des de 19° 58′ N, 103° 0′ O / 19.967°N,103.000°O Michoacán - des de 19° 3′ N, 103° 0′ O / 19.050°N,103.000°O |
| 18° 10′ N, 103° 0′ O / 18.167°N,103.000°O | Oceà Pacífic          | |
| 60° 0′ S, 103° 0′ O / 60.000°S,103.000°O  | Oceà Antàrtic         | |
| 72° 21′ S, 103° 0′ O / 72.350°S,103.000°O | Antàrtida             | Territori no reclamat |
| 73° 15′ S, 103° 0′ O / 73.250°S,103.000°O | Oceà Antàrtic         | Mar d'Amundsen |
| 74° 52′ S, 103° 0′ O / 74.867°S,103.000°O | Antàrtida             | Territori no reclamat |